# Блесинг (Тексас)
Блесинг (енгл. Blessing) насељено је место без административног статуса у америчкој савезној држави Тексас.

## Демографија
По попису из 2010. године број становника је 927, што је 66 (7,7%) становника више него 2000. године.
| Група             | 2000.       | 2010.       |
| Белци             | 405 (47,0%) | 375 (40,5%) |
| Афроамериканци    | 51 (5,9%)   | 26 (2,8%)   |
| Азијати           | 0 (0,0%)    | 0 (0,0%)    |
| Хиспаноамериканци | 397 (46,1%) | 520 (56,1%) |
| Укупно            | 861         | 927         |